# أيمي رويز
أيمي رويز (بالإنجليزية: Aimee Ruiz) هي لاعبة كرة الراح ‏ أمريكية، ولدت في 12 فبراير 1975 في ألينتاون في الولايات المتحدة.